# Difference-in-difference
Difference-in-difference är en statistisk metod som används inom ekonometri och kvantitativ forskning för att efterlikna ett kontrollerat experiment, trots att man använder observationsstudiedata. Metoden bygger på att man jämför utvecklingen av den beroende variabeln i en försöksgrupp och en jämförelsegrupp. 

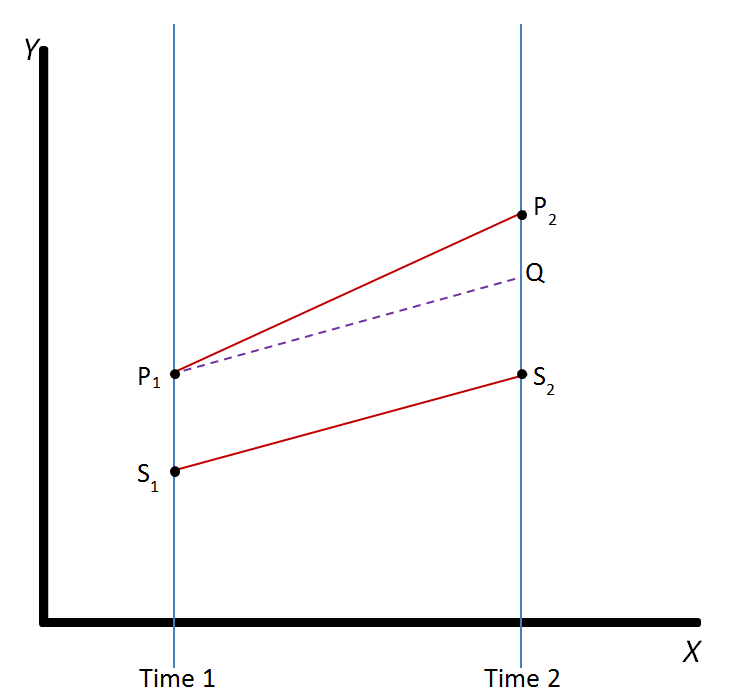

En difference-in-difference-model kan skrivas som följande regression:
{\displaystyle y~=~\beta _{0}+\beta _{1}X_{i}+\beta _{2}T_{i}+\beta _{3}(X_{i}\cdot T_{i})+\varepsilon }
där individ i är i en grupp ({\displaystyle X=1}: försöksgruppen och {\displaystyle X=0}: jämförelsegruppen) vid en tidpunkt ({\displaystyle T=1}: efter behandlingen/reformen och {\displaystyle T=0}: före behandlingen/reformen). Den kausala effekten av behandlingen/reformen är då:
{\displaystyle {\begin{aligned}{\hat {\beta }}_{3}&={\big [}(y\mid T=1,~X=1)-(y\mid T=0,~X=1){\big ]}\\&\qquad {}-{\big [}(y\mid T=1,~X=0)-(y\mid T=0,~X=0){\big ]}\end{aligned}}}